# Joseph-Paul Strebler

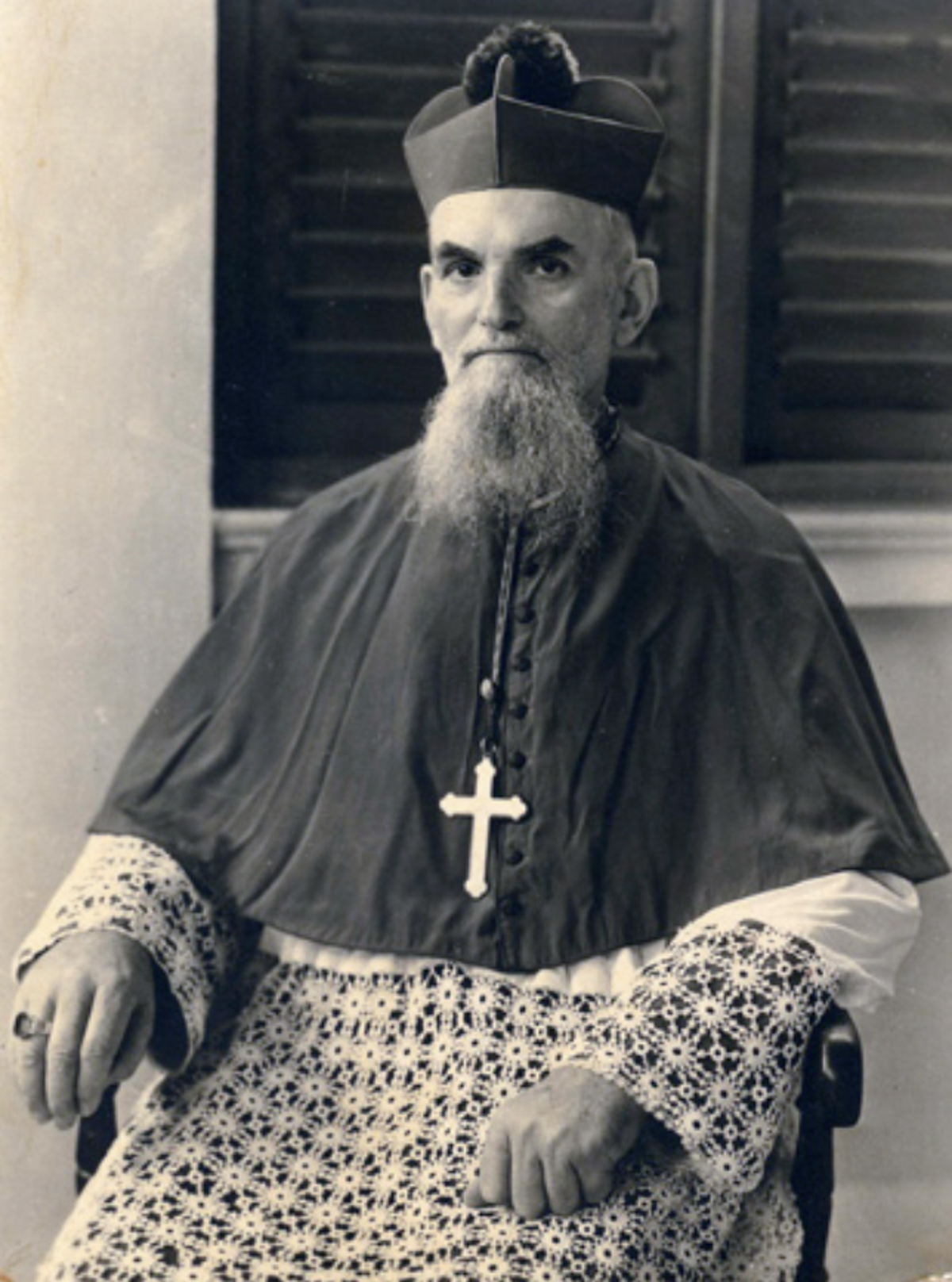
Erzbischof Joseph Strebler SMA.

Joseph-Paul Strebler SMA (* 12. September 1892 in Mertzwiller, Deutsches Reich; † 12. März 1984 in Saint-Pierre) war ein französischer, römisch-katholischer Bischof und Missionar. Er empfing die Priesterweihe  in der Gesellschaft der Afrikamissionen am 10. Juli 1921 durch Bischof Jules-Joseph Moury, den Apostolischen Vikar der Elfenbeinküste. 1937 wurde er nach Togo geschickt und am 24. Juli desselben Jahres zum Präfekten von Sokodé ernannt. Am 14. September 1955 ernannte Papst Pius II. ihn zum Erzbischof von Lomé. Am 16. Juni 1961 legte er die Leitung des Erzbistums nieder und wurde zum Titularerzbischof des Titularerzbistums Nicopolis in Epiro ernannt. 
Joseph-Paul Strebler nahm an allen vier Sitzungsperioden des Zweiten Vatikanischen Konzils teil.